# Tracey Walter

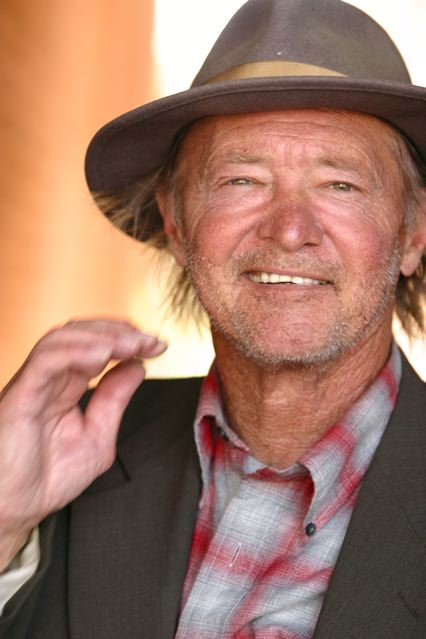
Tracey Walter (2006)

Tracey Walter (* 25. November 1947 in Jersey City, New Jersey) ist ein US-amerikanischer Schauspieler. Der Charakterdarsteller trat im Laufe seiner Karriere in über 170 Film- und Fernsehproduktionen auf, oft in profilierten Nebenrollen.

## Leben
Tracey Walter wurde 1947 in New Jersey als Sohn eines Fernfahrers geboren. Er besuchte die St. Anthony High School in Jersey City.
Er begann seine Karriere als Schauspieler Anfang der 1970er Jahre. Sein Spielfilmdebüt gab er 1971 in Don Schains Actionfilm Ginger. 1978 lernte er beim Casting für den Film Der Galgenstrick dessen Hauptdarsteller Jack Nicholson kennen, mit dem er in den folgenden Jahren mehrfach zusammenarbeitete.
Walter verkörpert oft prägnante Nebenfiguren wie Bob the Goon in Batman (1989), Cookie in City Slickers – Die Großstadt-Helden (1991) oder Malak in Conan der Zerstörer (1984) an der Seite von Arnold Schwarzenegger. Jonathan Demme besetzte Walter in sechs seiner Filme: Gefährliche Freundin (1986), Die Mafiosi-Braut (1988), Das Schweigen der Lämmer (1991), Philadelphia (1993), Menschenkind (1998) und Der Manchurian Kandidat (2004). Demme ließ Walter oft im Vorfeld die Drehbücher zukommen und bat ihn, sich eine Rolle auszusuchen.
Außerdem spielte Walter in drei Filmen unter der Regie von Danny DeVito mit: Matilda (1996), Tötet Smoochy (2002) und Der Appartement Schreck (2003).
Von 1996 bis 2001 spielte Walter die Figur des Angel in der Fernsehserie Nash Bridges mit Don Johnson. Im Justizdrama Erin Brockovich trat er 2000 an der Seite von Julia Roberts als Whistleblower Charles Embry auf.
1985 erhielt er für seine Darstellung des philosophischen Mechanikers in Alex Cox’ Science-Fiction-Komödie Repo Man den Saturn Award für den besten Nebendarsteller.
Walter hat einen Sohn und eine Tochter.

## Filmografie (Auswahl)
- 1971: Ginger
- 1971: Hospital (The Hospital)
- 1973: Wie ein Panther in der Nacht (Badge 373)
- 1973: Serpico
- 1977: Der Stadtneurotiker (Annie Hall)
- 1977: Mad Bull – Der Supercatcher (Fernsehfilm)
- 1978: Blue Collar
- 1978: Der Galgenstrick (Goin’ South)
- 1978: Starsky & Hutch (Fernsehserie, Episode 4x08)
- 1978: The Fifth Floor
- 1979: Hardcore – Ein Vater sieht rot (Hardcore)
- 1980: Drei Engel für Charlie (Charlie’s Angels, Fernsehserie, Episode 4x20)
- 1980: Getting Wasted
- 1980: Jeder Kopf hat seinen Preis (The Hunter)
- 1980: Octagon (The Octagon)
- 1980: High Noon II (Fernsehfilm)
- 1981: Die Hand (The Hand)
- 1981: Der geheimnisvolle Fremde (Raggedy Man)
- 1981–1982: Best of the West (Fernsehserie, 21 Episoden)
- 1982: Ein Colt für alle Fälle (The Fall Guy, Fernsehserie, Episode 1x21)
- 1982: Timerider – Das Abenteuer des Lyle Swann (Timerider: The Adventure of Lyle Swann)
- 1982: Honkytonk Man
- 1982–1983: Filthy Rich (Fernsehserie, 2 Episoden)
- 1983: Cagney & Lacey (Fernsehserie, Episode 2x20)
- 1983: Rumble Fish
- 1983: Das Bombengeschäft (Deal of the Century)
- 1983: Bill: On His Own (Fernsehfilm)
- 1984: Repoman (Repo Man)
- 1984: Conan der Zerstörer (Conan the Destroyer)
- 1984: Hunter (Fernsehserie, Episode 1x07)
- 1985, 1986: Unglaubliche Geschichten (Amazing Stories, Fernsehserie, 2 Episoden)
- 1986: Airwolf (Fernsehserie, Episode 3x13)
- 1986: Auf kurze Distanz (At Close Range)
- 1986: Gefährliche Freundin (Something Wild)
- 1987: Die Zeitfalle (Timestalkers, Fernsehfilm)
- 1987: Malone
- 1987, 1992: Raumschiff Enterprise – Das nächste Jahrhundert (Star Trek: The Next Generation, Fernsehserie, 2 Episoden)
- 1988: Bei uns liegen sie richtig (Mortuary Academy)
- 1988: Die Mafiosi-Braut (Married to the Mob)
- 1989: Batman
- 1990: Blaze of Glory – Flammender Ruhm (Young Guns II)
- 1990: Die Spur führt zurück – The Two Jakes (The Two Jakes)
- 1990: Wild at Heart – Die Geschichte von Sailor und Lula (Wild at Heart)
- 1991: City Slickers – Die Großstadt-Helden (City Slickers)
- 1991: Das Schweigen der Lämmer (The Silence of the Lambs)
- 1992: Guncrazy
- 1994: Ein fast perfektes Verhältnis (Mona must die)
- 1995: Buffalo Girls
- 1996: Matilda
- 1996–2001: Nash Bridges (Fernsehserie, 8 Episoden)
- 1997: Drive
- 1997: Playing God
- 2000: Der Fall Mona (Drowning Mona)
- 2000: Erin Brockovich
- 2002: Ted Bundy
- 2005: Family Plan
- 2006: Der Weihnachtsmann streikt (The Year Without a Santa Claus)
- 2007: Wasting Away – Zombies sind auch nur Menschen (Wasting Away)
- 2007: Nobel Son
- 2008: Criminal Minds (Fernsehserie, Episode 3x16)
- 2009: Monk (Fernsehserie, Episode 7x9)
- 2010: I Spit on Your Grave
- 2011: Alyce – Außer Kontrolle (Alyce)
- 2013: Savannah
- 2014: Swelter: Gier. Rache. Erlösung. (Swelter)
- 2016: 31
- 2016: Wakefield – Dein Leben ohne dich (Wakefield)